# Thales Alenia Space
Thales Aleina Space  är ett samriskföretag som ägs till 67 % av det franska teknologiföretaget Thales Group och 33 % av det italienska försvarsindustriföretaget Leonardo. Företaget har sitt huvudkontor i Cannes i Frankrike. Företaget har 8 500 anställda fördelade över tio länder i Europa och en fabrik i USA.
Företaget tillhandahåller rymdbaserade system som används för telekommunikation, navigation, jordobservation, utforskning av rymden och andra vetenskapliga syften. Företaget har konstruerat de trycksatta moduler som ESA bidragit med till den internationella rymdstationen ISS. Tillsammans med Safran och Aribus är företaget de största leverantörerna till ESA.
2020 tilldelades Thales Alenia Space ett kontrakt för att utveckla det europesika konceptet Space Rider. Farkosten ska användas som ett obemannat rymdlaboratorium och ska kunna återanvändas kort efter varje flygning. De första testerna, då en prototyp släpps från flygplan och sedan flidflyger mot ladningsplatsen, ska genomföras under 2023. Första fullskaliga uppskjutningen är planerad till slutet av pr 2024.
2021 meddelade EU-kommissionen att Thales Alenia, tillsammans med Airbus Defence and Space, ska tillverka andra generationens Gallileosatteliter. De första satelliterna ska skjutas upp 2024.